# بهار توکسوی
بهار توکسوی (انگلیسی: Bahar Toksoy؛ زادهٔ ۶ فوریهٔ ۱۹۸۸) بازیکن والیبال اهل ترکیه است.
از باشگاه‌هایی که در آن بازی کرده‌است می‌توان به باشگاه والیبال اجزاجی‌باشی اشاره کرد.